# 村下孝藏
村下孝藏（日语：／ Murashita Kōzō，1953年2月28日—1999年6月24日），日本創作男歌手，出生於熊本縣水俁市，能彈奏鋼琴、吉他，有許多知名創作。1999年病逝。

## 生平
1971年，村下高中畢業後進入新日本製鐵公司八幡製鐵所工作。同年9月，決定從事音樂工作，因而辭職搬去廣島市與父母同住。1972年，進入日本設計師學院室內設計科就讀。1975年畢業後進入雅馬哈廣島店工作，擔任過店員及鋼琴調音師。1979年參加CBS·索尼的全國選秀會獲得最高大獎。>1980年5月21日發行單曲《月光》，正式出道。同年7月1日發行第一張專輯《汽笛聲的街道》。1983年發行了其代表作《初戀》，大受好評，在Oricon公信榜上最高曾到達第三名。該曲被多位日本歌手翻唱過，例如島谷瞳和玉置浩二等，亦被曾被改編為國語及粵語版本，其中以林志美的同名粵語翻唱最為知名。
另一首著名歌曲為《踊り子》，該曲被改編為關正傑的《夕陽恋曲》。此外《冬物語》和《夢のつづき》亦分別被改編為林姍姍的《也許當時年紀少》和林志美的《愛的洗禮》。其後在1987年日本動畫相聚一刻主唱最後一首開場主題曲陽だまり。
1999年6月20日在駒込的工作室為演唱會做練習的時候突然暈倒送醫，診斷為高血壓性腦出血，4天後不幸病逝，享年僅46歲。葬於筑波市莖崎墓園。